# Giardino della Kolymbetra
Il giardino della Kolymbethra (termine greco che indica un tipo di piscina utilizzata in età romana per giochi acquatici) è un sito archeologico di grande rilevanza naturalistica e paesaggistica, ubicato in una piccola valle nel cuore della Valle dei Templi ad Agrigento. Nel 1999 la Regione Siciliana lo affidò in concessione gratuita al Fondo Ambiente Italiano (FAI) per un periodo di 25 anni, mettendo fine alla situazione di abbandono in cui era caduto negli ultimi decenni del Novecento; in seguito a ciò è divenuto uno dei luoghi di interesse archeologico/naturalistico di grande importanza a livello territoriale e nazionale. Il restauro vegetazionale e strutturale organizzato dal FAI permette la visita al Tempio di Efesto, oltre alla scoperta di alcuni ipogei.

## Storia
La fonte storica più attendibile sulla Kolymbethra è Diodoro Siculo. Nei libri XI e XIII della Bibliotheca Historica, infatti, vengono descritti i lavori di ristrutturazione della città promossi dal tiranno Terone subito dopo la Battaglia di Himera (480 a.C.) e le caratteristiche principali della piscina.
(Diodoro Siculo, Bibliotheca Historica, libro XI, 25, I secolo a.C.)
Nello stesso periodo in cui venne costruita la Kolymbetra, si poterono costruire, grazie all'ausilio di molti schiavi catturati in battaglia, i famosi templi akragantini e gli ipogei, ovvero gallerie artificiali con la funzione di raccogliere le acque che trasudavano da un tipo di roccia porosa, la calcarenite, e di convogliarle, tramite un sistema di cunicoli, dalla collina verso il bacino della Kolymbetra, alimentando costantemente la piscina. Il giardino, oltre ad essere un luogo di villeggiatura per i tiranni akragantini, era anche un luogo d'incontro per tutti gli abitanti della città: qui si ritrovavano, infatti, le donne per lavare i panni e chiunque volesse rinfrescarsi tra le acque limpide della piscina.
Un secolo dopo la Battaglia di Himera, lo stesso Diodoro Siculo afferma che la vasca fu interrata e trasformata in orto, diventando così una ricca area coltivabile. La presenza degli ipogei, la cui funzione originaria venne adattata all'uso agricolo, risultò fondamentale; l'acqua convogliata da questi acquedotti, infatti, alimentava una piccola vasca o “gebbia”, situata accanto allo sbocco di un ipogeo, che serviva per irrigare il giardino. Questo sistema funziona ancora oggi, mantenendo coltivabile il terreno.
Intorno al 1100 d.C., il Giardino venne trasformato in un canneto, dove veniva coltivata la canna da zucchero.
Tommaso Fazello, storico e frate domenicano, racconta che, intorno al XVI secolo, il Giardino della Kolymbethra diventò un horti abatiae, ovvero l'orto del vicino convento della Badia Bassa.
Successivamente, tra il Settecento e l'Ottocento, quando in Sicilia si diffuse la coltivazione degli alberi da frutto, divenne un giardino di agrumi.
Nel 1999 la Regione Siciliana lo affidò al FAI in concessione gratuita per un periodo di 25 anni, ponendo fine alla situazione di degrado venutasi a creare dagli ultimi decenni del Novecento.
Nel 2007 e nel 2009 il Giardino della Kolymbethra è entrato nella classifica de "Il Parco più bello d'Italia", collocandosi fra i 10 finalisti del concorso.

## Descrizione
(Luigi Pirandello, I vecchi e i giovani)
Il Giardino della Kolymbethra si estende per poco più di cinque ettari, al cui interno si può trovare una ricca varietà agraria tipica della Valle dei Templi. Nel fondovalle si trovano varie specie tra le quali agrumi, carrubi, pistacchi, gelsi, noci, melograni, banani; lungo il fiume e ai piedi delle pareti calcaree vi sono mandorli, ulivi, orti tradizionali e la macchia mediterranea con mirti, allori, lentischi, terebinti, filliree, lecci, euforbie, alaterni, ginestre, palme nane, ampelodesme e carrubi.

## Uso del suolo
È possibile suddividere il terreno della Kolymbetra in cinque zone, in base alle classi d'uso del suolo. Sono presenti:
- la zona dell'agrumeto;
- la zona del mandorleto-oliveto;
- una zona ricca di piante tipiche della macchia mediterranea;
- una zona con vegetazione ripariale;
- una zona con vegetazione rupestre.

### Agrumeto
Rappresenta il 29% del terreno ed è costituito da aranci amari, mandarini, limoni, pompelmi, clementini e da diverse varietà di aranci dolci, come ad esempio il Portogallo, il Tarocco, il Brasiliano, il Vaniglia e il Vaniglia-rosa.
All'interno dell'agrumeto sono presenti anche altre specie di alberi, come per esempio gelsi, susini, nespoli, peri, azzeruoli e fichi.
Una caratteristica particolare è che molte specie di agrumi hanno la capacità di fiorire più volte in un anno, per cui gli alberi sono contemporaneamente coperti di fiori e di frutti.

### Mandorleto-oliveto
Nel paesaggio della Valle dei Templi, la pianta del mandorlo e dell'olivo rappresentano la componente vegetale dominante; infatti, entrambe le piante si adattano bene al terreno della Valle e ai lunghi periodi di siccità tipici del territorio agrigentino. I mandorli sono disposti in filari, spesso affiancati da ulivi o da viti ad alberello. I fiori dei mandorli, che spuntano da dicembre a marzo, vanno dal bianco candido alle gradazioni più diverse del rosa.
Il mandorleto-oliveto sorge sulle pareti scoscese della Kolymbethra, ai piedi delle rupi calcarenitiche, e copre il 18 percento del terreno.
Durante i lavori di restauro del Giardino sono stati impiantati circa millecinquecento alberi che documentano trecento varietà di mandorli.

### Macchia mediterranea
La vegetazione di questa zona, sviluppatasi in maniera spontanea (e quindi già presente prima dei lavori di restauro da parte del FAI), è costituita da alberi e arbusti che, durante la loro evoluzione, hanno sviluppato delle caratteristiche fisiologiche per sopravvivere all'aridità estiva, come l'ispessimento delle foglie e un apparato radicale esteso e profondo che consente di assorbire acqua dal suolo anche in situazione di forte aridità.
Tra le specie arboree presenti nel giardino che appartengono alla macchia mediterranea troviamo: 
- i carrubi, che occupano i versanti ripidi e più soleggiati;
- l'alloro, che crea una vasta zona d'ombra nell'area attrezzata del giardino;
- gli olivastri, i quali crescono sulle rupi, fra le cavità delle pareti calcarenitiche.

Vi è, inoltre, una serie di arbusti della macchia, come il lentisco, l'alaterno, la fillirea, il terebinto e soprattutto l'euforbia. La palma nana rappresenta un'eccezione fra le specie di arbusti appartenenti alla macchia mediterranea ed è l'unica palma che cresce spontanea nel Mediterraneo. Le sue fronde, fino a pochi anni fa, venivano utilizzate per lavori di intreccio ed il crine per imbottiture, cordami o stuoie e scope, chiamate con il termine dialettale di “giummarre”.
Rappresenta il 37 percento del giardino.

### Vegetazione ripariale
Questo tipo di vegetazione, corrispondente al 12 percento del terreno totale, è costituita da piante idrofile, come la canna comune, la Salix pedicellata, la Tamarix africana e il ricino, che si sviluppano lungo i corsi d'acqua presenti nel giardino.

### Vegetazione rupestre
Le piante che appartengono a questo tipo di vegetazione, corrispondono al 4%, e tendono a crescere su affioramenti rocciosi, affondando le proprie radici nelle fenditure della roccia. Essendo la calcarenite una roccia porosa e idrofila, queste piante si sono adattate a vivere anche in condizioni estreme.
Le specie rupestri presenti nella Kolymbetra sono l'Euphorbia dendroides, la palma nana, la disa, l'Umbilicus rupestris, il sedum sediforme, la ginestrella comune, la Phlomis fruticosa e il cappero.

## Galleria d'immagini

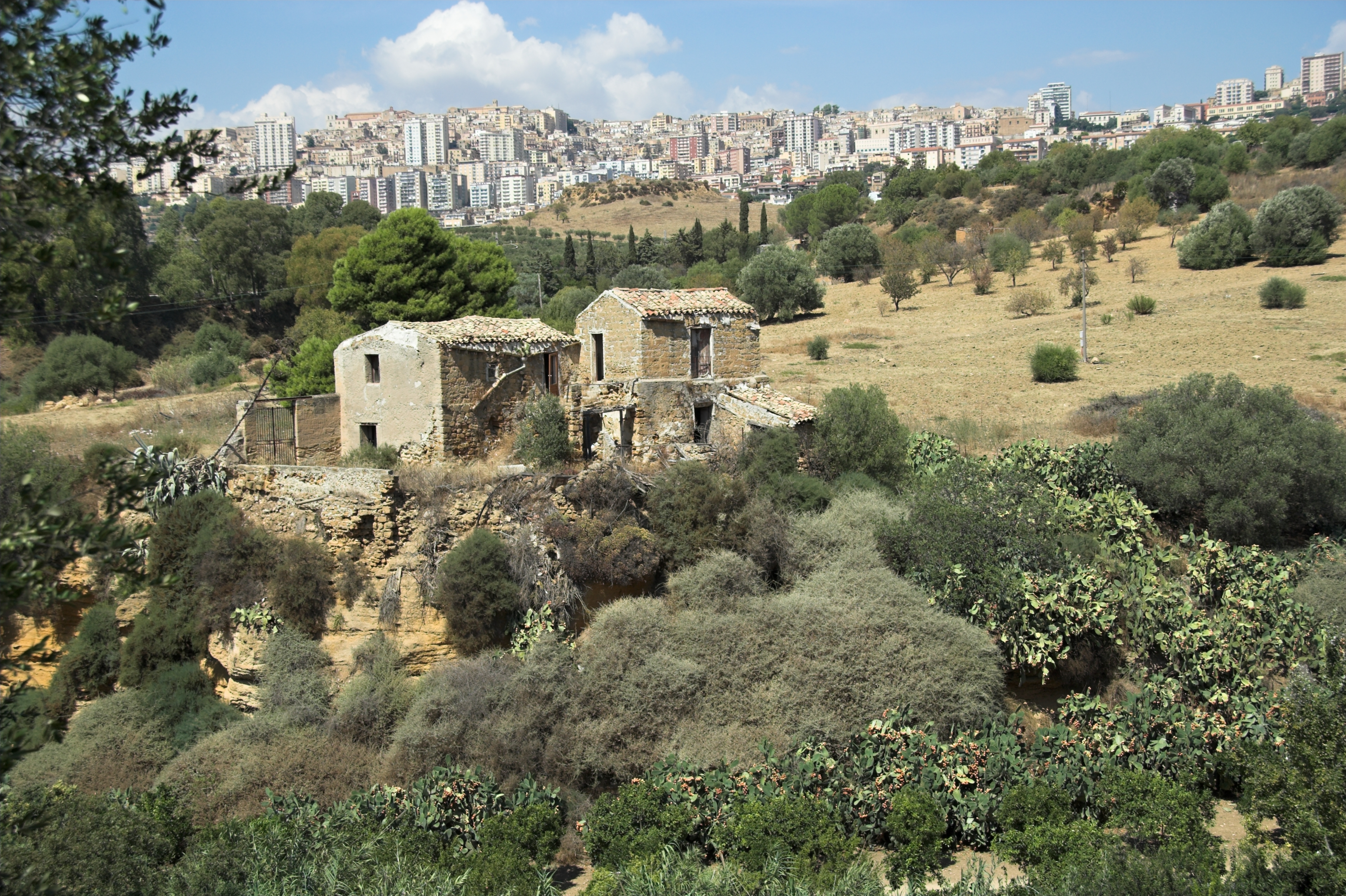
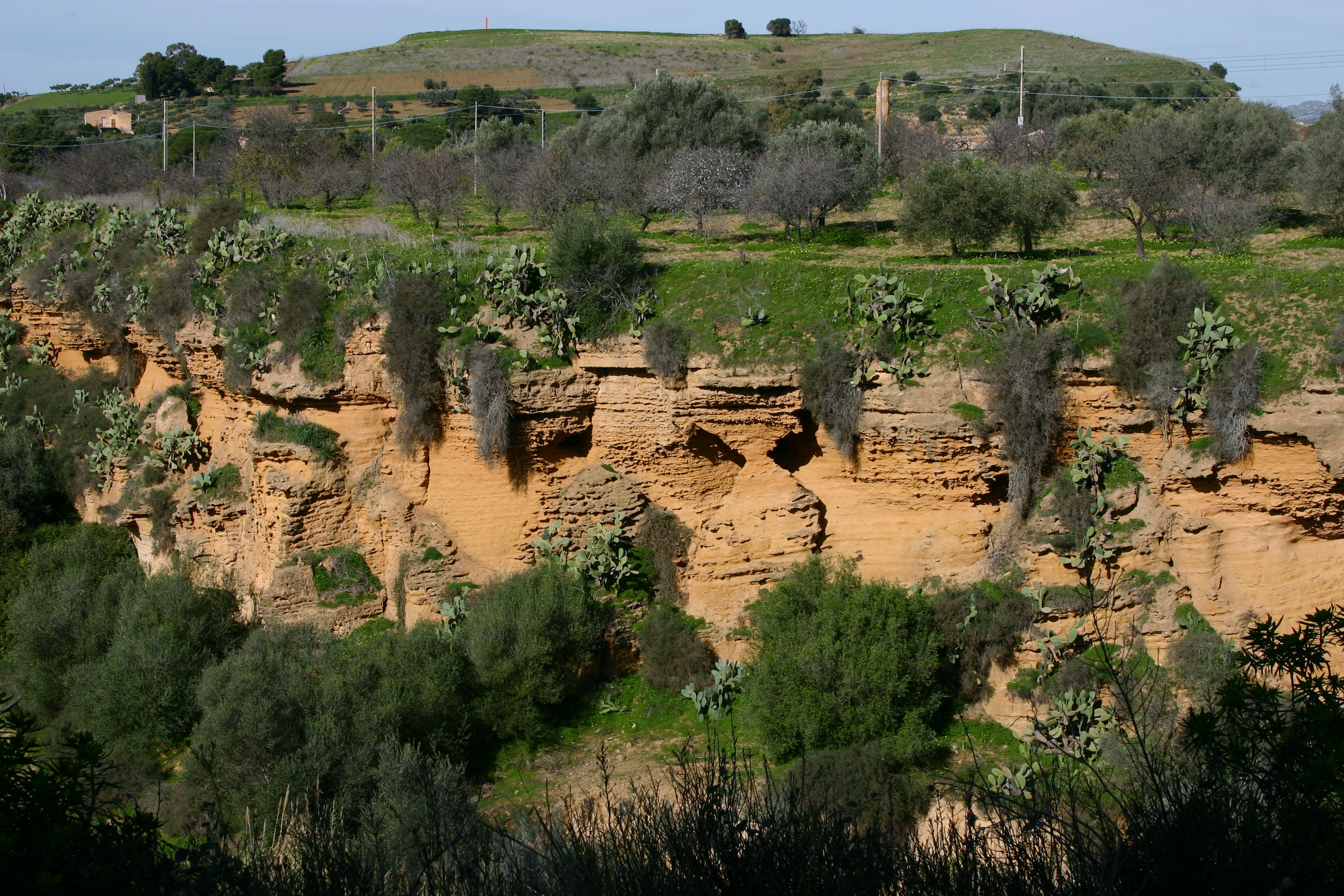
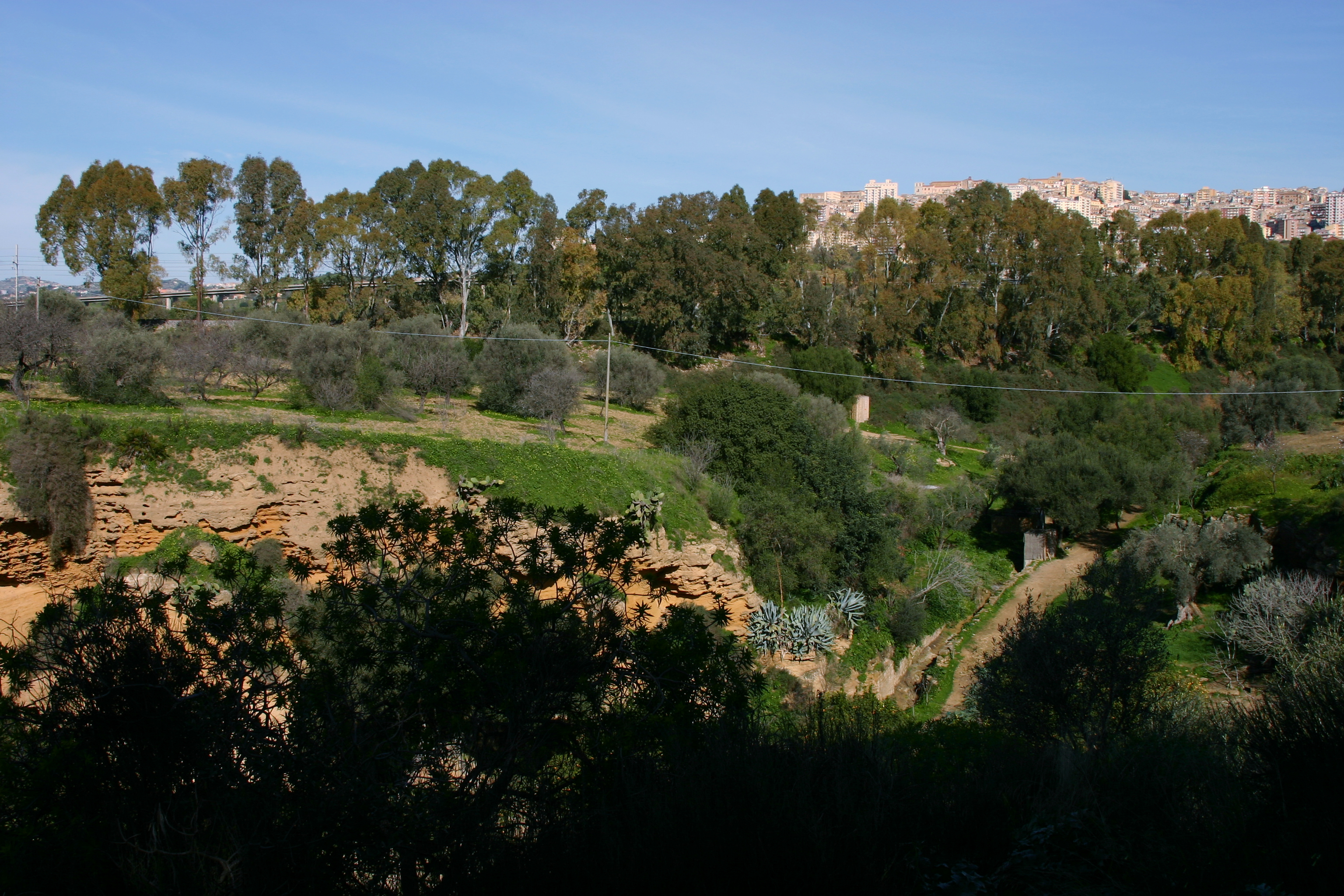
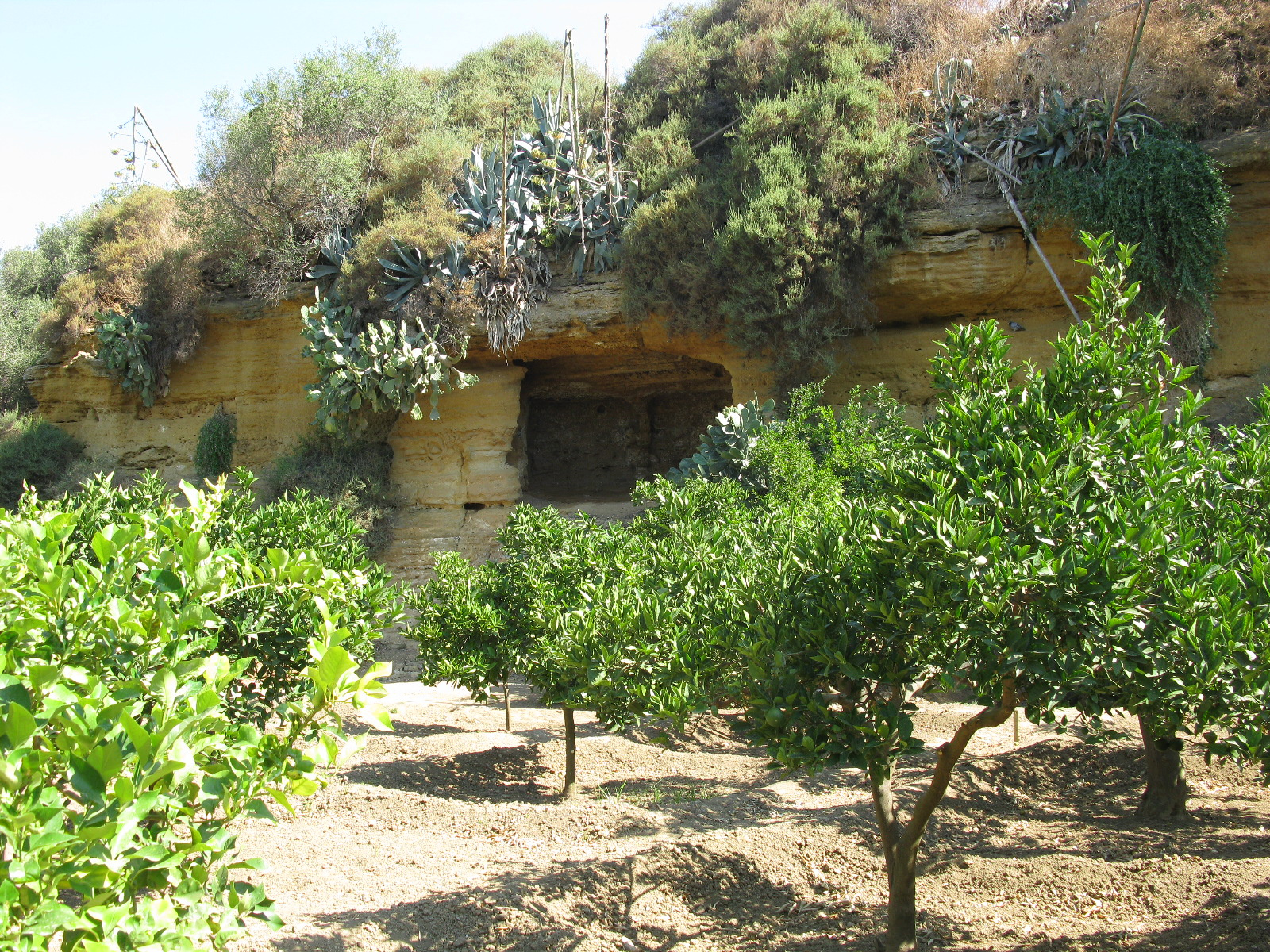